# Tonatia
Tonatia (Tonatia) – rodzaj ssaków z podrodziny liścionosów (Phyllostominae) w obrębie rodziny liścionosowatych (Phyllostomidae).

## Rozmieszczenie geograficzne
Rodzaj obejmuje gatunki występujące od Meksyku do Ameryki Południowej.

## Morfologia
Długość ciała (bez ogona) 57–88 mm, długość ogona 13–20 mm, długość ucha 22–35 mm, długość tylnej stopy 12–18 mm, długość przedramienia 48,8–60 mm; masa ciała 23–34 g.

## Systematyka
Rodzaj zdefiniował w 1827 roku angielski zoolog John Edward Gray w rozdziale dotyczącym rodzaju Vampyrus opublikowanego w publikacji pod redakcją brytyjskiego przyrodnika Edwarda Griffitha o tytule Królestwo zwierząt: uporządkowane zgodnie ze swoją organizacją. Gatunkiem typowym jest (oznaczenie monotypowe) tonatia ptaszkożerna (T. bidens).

### Etymologia
- Tonatia (Tonakia): etymologia niejasna, Gray nie wyjaśnił pochodzenia nazwy rodzajowej[13].
- Phyllostoma: gr. φυλλον phullon ‘liść’; στομα stoma, στοματος stomatos ‘usta’[14]. Gatunek typowy: Gray wymienił pięć gatunków – Vespertilio soricinus Pallas, 1766, Phyllostoma elongatum É. Geoffroy Saint-Hilaire, 1810, Vespertilio hastatus Pallas, 1767, Phyllostoma childreni J.E. Gray, 1838 (= Vampyrus bidens von Spix, 1823) i Phyllostoma fuliginosum J.E. Gray, 1838 (nomen dubium) – z których gatunkiem typowym jest (późniejsze oznaczenie) Phyllostoma childreni J.E. Gray, 1838 (= Vampyrus bidens von Spix, 1823).
- Tylostoma (Tylostomum): gr. τυλος tulos ‘guzek, wypukłość’; στομα stoma, στοματος stomatos ‘usta’[15]. Gatunek typowy: Gervais wymienił dwa gatunki – Phyllostoma crenulata É. Geoffroy Saint-Hilaire, 1803 i Vampyrus bidens von Spix, 1823 – z których gatunkiem typowym (późniejsze oznaczenie)[15] jest Vampyrus bidens von Spix, 1823[15].
- Anthorhina (Anthorina): gr. ανθος anthos ‘kwiat’; ῥις rhis, ῥινος rhinos ‘nos, pysk’[6].

### Podział systematyczny
Do rodzaju należą następujące występujące współcześnie gatunki:
| Grafika | Gatunek            | Autor i rok opisu                       | Nazwa zwyczajowa     | Podgatunki         | Rozmieszczenie geograficzne | Podstawowe wymiary                                              | Status IUCN |
| ------- | ------------------ | --------------------------------------- | -------------------- | ------------------ | --- | --------------------------------------------------------------- | ----------- |
|         | Tonatia bidens     | (von Spix, 1823)                        | tonatia ptaszkożerna | gatunek monotypowy | wschodnia Brazylia, wschodnia Boliwia, Paragwaj i północna Argentyna | DC: 6,9–8,1 cm DO: 1,6–1,9 cm DP: 4,8–5,9 cm MC: 27–34 g        | DD          |
|         | Tonatia bakeri     | S.L. Williams, Willig & F.A. Reid, 1995 |                      | gatunek monotypowy | skrajnie południowo-wschodni Meksyk (las Lacandon w stanie Chiapas) na południe do północnej Kolumbii, północno-zachodniego Ekwadoru i północno-zachodniej Wenezueli (na północ od Cordillera de Mérida) | DC: około 6,9 cm DO: 0,8–2,1 cm DP: 5,7–6,3 cm MC: brak danych  | NE          |
|         | Tonatia maresi     | S.L. Williams, Willig & F.A. Reid, 1995 |                      | gatunek monotypowy | Wenezuela (na wschód i południe od Cordillera de Mérida), Trynidad i Tobago (Trynidad), region Gujana, wschodnia Kolumbia, Ekwador, Peru, Boliwia oraz północna i wschodnia Brazylia                     | DC: około 7,5 cm DO: 0,4–2,5 cm DP: 5,3–6 cm MC: brak danych    | NE          |
|         | Tonatia saurophila | Koopman & E.E. Williams, 1951           | tonatia gadolubna    | gatunek monotypowy | endemit Jamajki: znany z jaskiń Wallingford Roadside (miejsce typowe) i Dairy | DC: brak danych DO: brak danych DP: brak danych MC: brak danych | NE          |

Kategorie IUCN:  DD  – gatunki o nieokreślonym stopniu zagrożenia;  NE  – gatunki niepoddane jeszcze ocenie.